# Angelo Manzotti
Angelo Manzotti (Marmirolo, 1971) è un controtenore e sopranista italiano.

## Biografia
Angelo Manzotti ha studiato all'Accademia Rossiniana di Pesaro, debuttando nel 1989 al Rossini Opera Festival. Il suo primo concerto di musica sacra si tenne nel 1990 nella chiesa dell'Osservanza a Bologna.
La sua discografia, costituita da recital e opere complete, è incentrata sul repertorio dei castrati, in particolare di compositori del Settecento e comprende anche la prima esecuzione moderna (1996) dell'opera Il Teuzzone di Vivaldi, le registrazioni dal vivo dei concerti tenuti al "Belcanto Festival" di Dordrecht (1995-1996) e i concerti al Museo Poldi Pezzoli di Milano.
Tra le opere interpretate: Rinaldo e Tamerlano di Händel, L'incoronazione di Poppea, L'Orfeo e Il Ballo delle ingrate di Monteverdi,  Il prigionier superbo di Pergolesi, Griselda di Vivaldi.
La prima registrazione discografica è stata Arie di Farinelli (1995), vincitrice del Timbre de Platine d'Opéra International.
Nel 1997 è con Piero Nuti protagonista dello spettacolo: Quel delizioso orrore...Farinelli evitato cantore, replicato più volte in Italia e all’estero.
È stato protagonista dell’opera contemporanea L’Angelo e il Golem di Francesco La Licata, appositamente composta per lui.
Negli anni '90 ha lavorato più volte per la RAI.
Manzotti ha perfezionato una tecnica di canto in cui fa vibrare soltanto la porzione anteriore delle corde vocali, riducendone la lunghezza a imitazione delle corde vocali femminili.
Tale tecnica, che si avvale dello “stop closure damping” (o “stop closure falsetto”) gli permette di utilizzare tutta l'estensione e il volume tipici della voce di un soprano, esibendo una gamma vocale che spazia dalle note del soprano a quelle del baritono.
(Angelo Manzotti)

## Repertorio
| Ruolo         | Titolo                    | Autore          |
| ------------- | ------------------------- | --------------- |
|               | La Dori                   | Cesti           |
| Giulio Cesare | Giulio Cesare in Egitto   | Händel          |
|               | Rinaldo                   | Händel          |
|               | Tamerlano                 | Händel          |
|               | Marc'Antonio e Cleopatra  | Hasse           |
|               | Haensel und Gretel        | Humperdink      |
|               | L’Angelo e il Golem       | La Licata, Lupo |
|               | L'incoronazione di Poppea | Monteverdi      |
|               | Il ballo delle ingrate    | Monteverdi      |
|               | L'Orfeo                   | Monteverdi      |
|               | Mitridate, Re di Ponto    | Mozart          |
|               | Il Prigionier superbo     | Pergolesi       |
| Agesilao      | Agesilao Re di Sparta     | Perotti         |
| Ippolito      | Ippolito e Aricia         | Traetta         |
|               | Aureliano in Palmira      | Rossini         |
|               | La Griselda               | Vivaldi         |

## Discografia
- Arie di Farinelli, Bongiovanni GB 5564-2, 1995  ( Vincitore del "Timbre de Platine" di Opéra International)
- Claudio Monteverdi: Ballo delle Ingrate, Arion 2378 268324 2 (2 CDs), 1995
- Lamenti Barocchi, Vol. 2, Naxos 8.5553319, 1995
- Primo Uomo: The Art of Farinelli, Erasmus WVH 184, 1995
- Antonio Vivaldi: Teuzzone, Tactus TC 672280 (3 CDs), 1996
- Gioachino Rossini: Aureliano in Palmira, Bongiovanni GB 2201/2-2 (2 CDs),1996
- Händel: Arie per Castrato, Bongiovanni GB 5566, 1996
- Angelo Manzotti: Live in Holland, Belcanto Festival Dordrecht C 6619, 1996
- Pergolesi: Il Prigionier Superbo / La Serva Padrona, Bongiovanni GB 2221/22 (2 CDs), 1997
- George Frideric Händel: Cantate Italiane, Bongiovanni GB 5568, 1997
- Due Voci a Confronto, Mediocredito Lombardo CRCD9709-2, 1997 (out of print)
- La Voce, L'Arpa e la Tastiera, Mediocredito Lombardo CRCD9718-2, 1998 (out of print)
- Gioacchino Rossini: Il Vero Omaggio and Il Pianto Delle Muse In Morte Di Lord Byron, Bongiovanni 2236, 1999
- Antonio Vivaldi: Arie d'opera, Tactus 672214, 2000
- Tommaso Traetta: Ippolito ed Aricia, Dynamic CDS257, 2000
- Gioacchino Rossini: Cavatine per Musico, Bongiovanni GB2537-2, 2001
- George Frideric Händel: Crude Furie degli orridi abissi - Evil Arias, Callisto CLS0102, 2001
- André Campra: Motets a une voix avec la basse-continue, Callisto CLS0202, 2002
- Alessandro Scarlatti: Sinfonie, Bella Madre de' Fiori, Velut Luna CDCI021, 2002
- Andrè Campra, Mottetti, Callisto Records, 2002
- Andrea Luchesi: Arie scelte, (anteprima mondiale) live recording, Tactus
- Andrea Luchesi: La passione di nostro Signore Gesù Cristo, Tactus
- Leonardo Leo, Il Decebalo, Bongiovanni, 2006
- Roberto Braglia Orlandini, Missa, Salve Regina e Beatus Vir, Tactus, 2008
- Nicola Porpora, Arie d'opera, Tactus, 2009